# Liste der Bodendenkmäler in Petershagen
Die Liste der Bodendenkmäler in Petershagen enthält die denkmalgeschützten unterirdischen baulichen Anlagen, Reste oberirdischer baulicher Anlagen, Zeugnisse tierischen und pflanzlichen Lebens und paläontologischen Reste auf dem Gebiet der Stadt Petershagen im Kreis Minden-Lübbecke in Nordrhein-Westfalen (Stand: Oktober 2020). Diese Bodendenkmäler sind in Teil B der Denkmalliste der Stadt Petershagen eingetragen; Grundlage für die Aufnahme ist das Denkmalschutzgesetz Nordrhein-Westfalen (DSchG NRW).
| Bild | Bezeichnung                                                                             | Lage                                                                                                 | Beschreibung | Bauzeit         | Eingetragen seit | Denkmal- nummer |
| ---- | --------------------------------------------------------------------------------------- | --- | --- | --------------- | ---------------- | --------------- |
| BW   | Mittelalterliche Burgstätte                                                             | Döhren Gemarkung Döhren, Flur 3, Flurstück 4 Karte                                                   | Die Ützenburg lag nördlich vom Ortskern von Döhren. Das obertägig nicht ohne Hilfsmittel (Georadar, Befliegung etc.) sichtbare Denkmal befindet sich in der Weserniederung auf einem Geländerücken an der Gehle. | 12. Jahrhundert | 05.12.1996       | 1               |
|      | Urnenfriedhof                                                                           | Döhren Gemarkung Döhren, Flur 3, Flurstück 96                                                        | |                 | 05.12.1996       | 2               |
|      | Siedlungsplatz                                                                          | Ilvese Gemarkung Ilvese, Flur 4, Flurstück 84                                                        | |                 | 05.12.1996       | 3               |
|      | Bronzezeitlicher Grabhügel                                                              | Seelenfeld Gemarkung Seelenfeld, Flur 4, Flurstück 58                                                | |                 | 17.12.1996       | 4               |
|      | Bronzezeitlicher Grabhügel                                                              | Seelenfeld Gemarkung Seelenfeld, Flur 4, Flurstück 53                                                | |                 | 22.01.1997       | 5               |
|      | Bronzezeitlicher Grabhügel                                                              | Seelenfeld Gemarkung Seelenfeld, Flur 4, Flurstück 69                                                | |                 | 12.06.1997       | 6               |
| BW   | Konzentrationslager „AEL Lahde“                                                         | Lahde Gemarkung Lahde, Flur 22, Flurstück 173 Karte                                                  | |                 | 11.03.2003       | 7               |
|      | Siedlungsplätze Raderhorst der späten vorrömischen Eiszeit und der römischen Kaiserzeit | Raderhorst Gemarkung Raderhorst, Flur 3, Flurstücke 73/2, 74, 103, 165, 215, 245, 279, 280, 284, 309 | |                 | 13.07.2004       | 8               |